# Alpefjord
Alpefjord är en fjord i Grönland (Kungariket Danmark). Den ligger i den östra delen av Grönland, 1 400 km nordost om huvudstaden Nuuk.
I september 2023 gick kryssningsfartyget Ocean Explorer på grund i Alpefjord med 206 passagerare ombord.